# Norah Vincent
Norah Vincent, född den 20 september 1968 i Detroit i Michigan, död den 6 juli 2022, var en amerikansk författare. Hon bokdebuterade 2006 med Self-Made Man (svensk översättning: Förklädd till man), en presentation av de 18 månader då hon under förklädnad levde som man.

## Biografi
Norah Vincent föddes i Detroit. Hon flyttade 1979 med sin familj till England och gick på American School i London, där hon 1986 tog examen. Hon tog examen i filosofi från Williams College 1990. Vincent var veckokolumnist för Los Angeles Times och kvartalsvis kolumnist om politik och kultur för det HBTQ-relaterade nyhetsmagasinet The Advocate. Hon har också varit kolumnist för The Village Voice och Salon.com. Hennes skrivande har publicerats i bland annat The New Republic, The New York Times, The New York Post och The Washington Post.
2006 bokdebuterade Norah Vincent med den uppmärksammade Self-Made Man. Boken, som i svensk översättning fick titeln Förklädd till man), en presentation av de 18 månader då hon under förklädnad levde som man.
Senare skrev Vincent bland annat Voluntary Madness. I den boken redogjorde hon för sina erfarenheter från vistelser på tre olika mentalsjukhus. Detta inföll under tiden efter de 18 "mansmånaderna", då hon drabbades av depression och upplevde att hon var ett hot mot sig själv.